# Stanisław Skrowaczewski
Stanisław Paweł Stefan Jan Sebastian Skrowaczewski est un chef d'orchestre et compositeur polonais puis américain, né à Lwów (alors en Pologne, aujourd'hui en Ukraine) le 3 octobre 1923 et mort le 21 février 2017 à Saint Louis Park (Minnesota).
Né un an avant Neville Marriner et deux ans avant Pierre Boulez, il était le doyen de la direction d'orchestre.

## Biographie

### Jeunesse et formation
Stanisław Skrowaczewski étudie le piano et le violon. Une blessure à la main brise ses espoirs de carrière en soliste. En 1945, il est diplômé de l'académie de musique de Cracovie et du conservatoire de Lwów. Après la Seconde Guerre mondiale, il se consacre à la direction d'orchestre en Pologne, puis étudie la composition avec Nadia Boulanger à Paris.

### Direction d'orchestre
Il se rend aux États-Unis où George Szell l'invite à diriger l'Orchestre de Cleveland, puis obtient en 1960 le poste de directeur musical de l'orchestre symphonique de Minneapolis (devenu orchestre symphonique du Minnesota). De 1984 à 1991, il dirige le Hallé Orchestra à Manchester. Il occupe le poste de chef principal de l'orchestre symphonique Yomiuri du Japon entre 2007 et 2010.

### Composition
Skrowaczewski ne délaisse pas la composition et crée notamment avec son orchestre un concerto pour clarinette dédié à Joe Longo en 1981. En 1997 et 1999, deux de ses concertos sont en lice pour le prix Pulitzer.

## Répertoire
Son intégrale des symphonies d'Anton Bruckner réalisée en 1996 avec l'Orchestre symphonique de la Radio de Sarrebruck est notamment recommandée par la Société Internationale Bruckner, qui lui a décerné sa médaille d'or. Cette intégrale respectueuse des partitions originales, aux textures allégées, comporte les symphonies 00 et 0 (« essais de jeunesse » de Bruckner respectivement composés à trente-huit et quarante-cinq ans). Il a enregistré avec le même orchestre l'intégrale des symphonies de Brahms et de Beethoven.